# Gauthier Boccard
Gauthier Boccard (26 de agosto de 1991) é um jogador de hóquei sobre a grama belga, campeão olímpico.

## Carreira
Gauthier Boccard integrou o elenco da Seleção Belga de Hóquei Sobre Grama, nas Olimpíadas de 2012 e 2016. No Rio 2016 foi medalha de prata. Nos Jogos Olímpicos de Verão de 2020, consagrou-se campeão e conseguiu a medalha de ouro.